# Pays de Münster
Pour les articles homonymes, voir Münster (homonymie).
Ne doit pas être confondu avec District de Münster.
Le pays de Münster (en allemand : Münsterland) est une région située au nord-ouest de la Westphalie dans le Land de Rhénanie-du-Nord-Westphalie. Le centre du Münsterland est la grande ville qui lui a donné son nom et l'ancienne capitale provinciale de Westphalie, Münster. Selon qu'on le considère dans un contexte historique, naturel, social ou politique, on peut le délimiter différemment. La transition vers la forêt de Teutoburg au nord-est, le cours de la Lippe au sud et la frontière (politique) avec les Pays-Bas au nord-ouest sont généralement considérés comme des limites extérieures.
En tant que région historique, le Münsterland s'inscrit dans la tradition de la principauté épiscopale de Münster (en allemand : Hochstifts Münster), l'ancien domaine séculier du diocèse de Münster. En outre, la région politique du Münsterland comprend les Kreise (arrondissements) de Borken, de Coesfeld, de Steinfurt, de Warendorf et du Kreisfreie Münster, dont la coopération et les activités communes sont souvent regroupées sous ce terme. Du point de vue du paysage, le Münsterland fait partie de la baie de Westphalie.
La conscience régionale de la population est très marquée et s'oriente socialement plutôt vers les frontières historiques divergentes. Outre la longue histoire commune, c'est surtout la prédominance de l'église catholique romaine qui crée des liens ainsi que le bas allemand sous les formes de dialecte comme le Münsterländer Platt (de) et du Westmünsterländer Sandplatt. A l'opposé, la confession traditionnelle plutôt évangélique du Tecklenburger Land (de) et son dialecte, le Tecklenburger Platt, issu de la Westphalie orientale, s'apparentent aux dialectes d'Osnabrück.
La structure généralement rurale ainsi que les caractéristiques particulières du paysage culturel, comme le paysage de parcs et les nombreux châteaux d'eau, constituent d'autres particularités régionales. La région est fortement orientée vers Münster, qui a toujours été le centre culturel, spirituel et économique de la région.
Il faut distinguer le Münsterland, situé autour de Münster, du Münsterland oldenbourgeois (en allemand : Oldenburger Münsterland), situé en Basse-Saxe, qui a été acquis au haut Moyen Âge par le Haut-Évêché de Münster et qui fait aujourd'hui encore partie de l'évêché de Münster. Le tribunal administratif supérieur pour le Land de Rhénanie-du-Nord-Westphalie (de) a constaté en novembre 2017 que sur le marché hebdomadaire de Münster, l'appellation d'origine "Münsterland" n'était pas autorisée pour les produits de l'Oldenburger Münsterland.
Selon l'atlas du bonheur de 2022, les habitants de la région affichaient la satisfaction de vie la plus élevée d'Allemagne.

## Géographie

La région de Münsterland en Rhénanie du Nord-Westphalie.

Les frontières du Münsterland ne peuvent pas être clairement définies, car on peut se baser au choix sur des points de vue historiques et culturels ou sur l'espace naturel, ou encore sur le découpage administratif actuel. A côté d'une zone centrale assez vaste et qui en fait indubitablement partie, il existe au nord, à l'est et au sud des zones de transition qui, selon le contexte, sont considérées soit comme faisant partie du Münsterland, soit comme faisant partie des régions environnantes.

### Géologie
La géologie du Münsterland (de) est à considérer dans le contexte de la géologie de l'ensemble de la baie de Westphalie, y compris les montagnes périphériques limitrophes. Elle remonte à environ 400 millions d'années, jusqu'au Paléozoïque. À l'époque, le Münsterland était la zone de sédimentation  d'une mer préhistorique. Le forage Münsterland 1 réalisé en 1961-1962 près de Billerbeck dans les Baumberge (de), le plus profond d'Europe à l'époque, a rencontré à une profondeur de plus de 5500 mètres les premières couches du Dévonien (env. 420-359 Ma). Au-dessus se trouvent les couches de l'époque du Carbonifère (359-299 Ma), dont on a encore extrait de la houille dans le bassin houiller d'Ibbenbüren (de) (en allemand : Ibbenbürener Revier) jusqu'en 2018, mais qui sont si profondément enfouies dans le sous-sol du Münsterland qu'il n'a jamais été question de les exploiter. Il n'y a pas de dépôts des époques suivantes du Permien, du Trias et du Jurassique dans le Münsterland, car pendant environ 200 millions d'années, il s'agissait d'une terre ferme et donc d'une zone d'érosion. Au cours du Crétacé, la région de l'actuel Münsterland s'est abaissée, la mer s'est engouffrée dans la dépression qui s'est formée jusqu'au bord du Sauerland et la structure de la Baie de Westphalie s'est formée. Durant cette période, d'épaisses couches se sont sédimentées dans la mer de craie. Le grès calcaire de Baumberg, d'Osning et de Bentheim sont des reliques du Crétacé, tout comme les sables de Haltern, qui sont restés au sud-ouest du Münsterland et qui sont d'une grande importance pour l'approvisionnement en eau potable de la région de la Ruhr. Partout dans la baie de Westphalie, on trouve des sédiments du Crétacé. C'est pourquoi on parle aussi du bassin crayeux du Münsterland ou de la cuvette crayeuse supérieure de Westphalie. À la fin du Crétacé (139-66 Ma), le Münsterland est redevenu une partie du continent et l'est resté sans interruption depuis. Au cours de la période du Tertiaire suivante (65-2,6 Ma), les Baumberge et les Beckumer Berge ont été modelés à la suite d'une inversion du relief. Les dépôts de cette époque ne se trouvent dans le Münsterland que dans la zone de transition avec la plaine du Bas-Rhin (de).

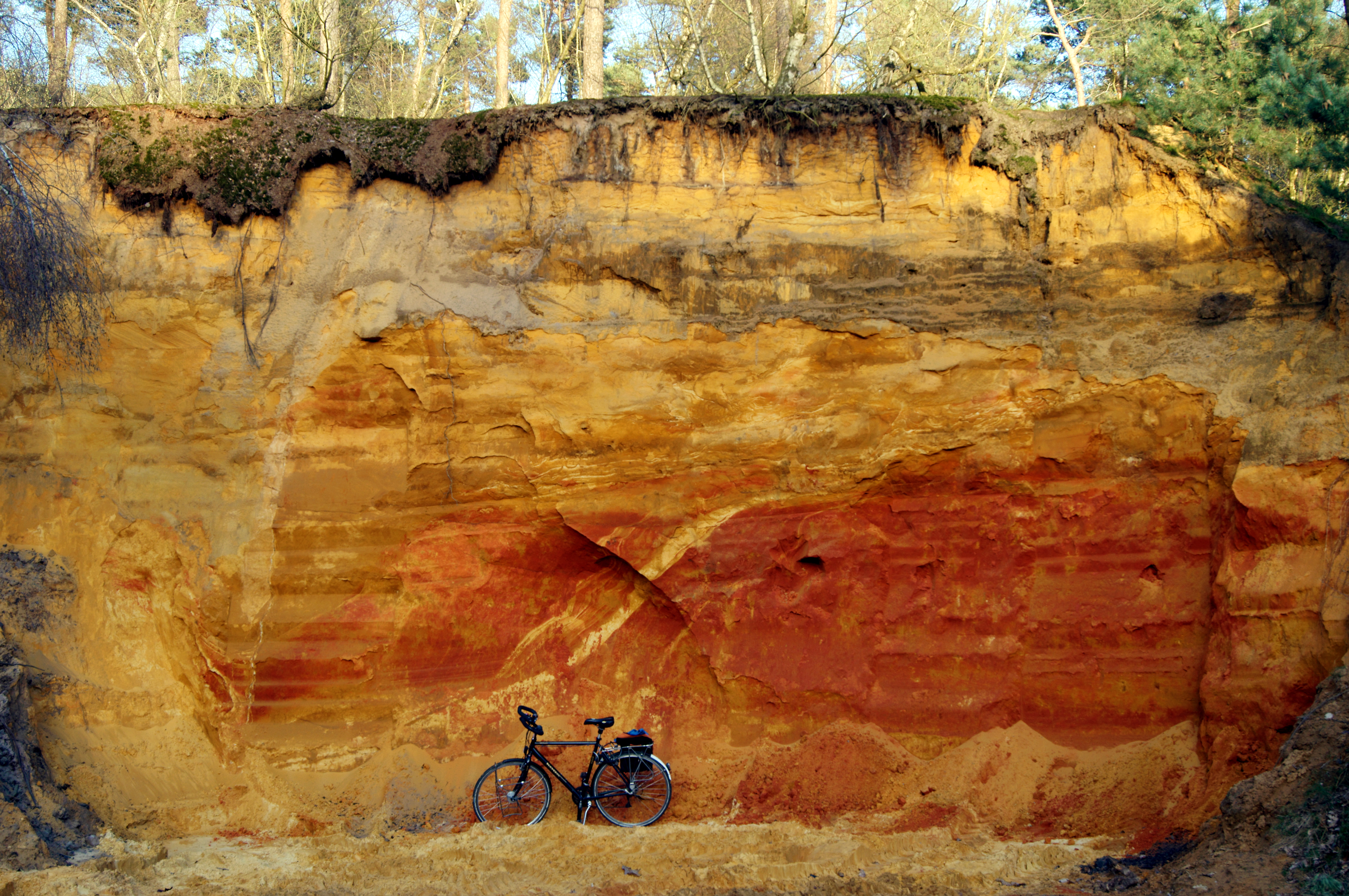
Sables du Crétacé des Nuits de Haltern au mont près de Coesfeld.

Les périodes froides du Quaternaire ont eu une influence considérable sur l'aspect du paysage actuel du Münsterland. Des masses de glace scandinaves ont pénétré à plusieurs reprises en Europe centrale. Au stade de Drenthe de la glaciation saalienne, les glaciers ont également traversé le Münsterland et l'ont recouvert d'une couche de glace pouvant atteindre 300 mètres d'épaisseur. Après leur fonte, ils ont laissé une moraine de fond qui recouvre en grande partie les sédiments du Crétacé cachés en dessous. Des blocs erratiques charriés par la glace sont restés dans le paysage en tant que partie de la nappe de charriage. Au cours des périodes interglaciaires, les zones pauvres en végétation ont offert des surfaces d'attaque au vent, ce qui a entraîné d'importants transports de sable et de lœss. Les cours d'eau du Münsterland formèrent leurs basses terrasses, dans lesquelles ils s'incisèrent lors de la période chaude qui suivit.

### Les arrondissements duMünsterland
La ville de Münster et les arrondissements de Borken, de Coesfeld, de Steinfurt et de Warendorf sont parfois regroupés sous le terme d'arrondissements du Münsterland. Ensemble, ils couvrent une superficie de 5 940 km2, ce qui représente la majeure partie du district de Münster. Leur population s'élève à près de 1,63 million d'habitants (décembre 2018). A l'ouest, il est bordé par les Pays-Bas, au sud-ouest par la Basse-Rhénanie, au sud par le bassin de la Ruhr, au sud-est par les bandes de Hellweg, à l'est par la région de Westphalie-de-l'Est-Lippe, au nord-est et au nord par la Basse-Saxe avec le pays d'Osnabrück, le comté de Bentheim et le Emsland.
Le terme arrondissements du Münsterland existait déjà avant la réforme territoriale de Rhénanie-du-Nord-Westphalie de 1975. Outre la ville indépendante et l'arrondissement de Münster, ce terme englobait les anciens arrondissements de Ahaus, de Beckum, de Borken, de Coesfeld, Lüdinghausen, Steinfurt, Tecklenburg, de Warendorf et la ville indépendante Bocholt. La réforme territoriale a donné naissance à la structure administrative actuelle avec la ville de Münster et les quatre districts mentionnés au début.
Münsterland et Münsterlandkreise ne sont donc pas des termes synonymes. Cependant, dans le cadre de la coopération régionale et du marketing régional apparu vers 1980, le terme Münsterland est désormais partiellement appliqué à cette région formée par les nouveaux arrondissements.

### Limites historiques
Le Münsterland historique est assimilé à l'Oberstift Münster (de), le territoire central de la Principauté épiscopale de Münster existant de la fin du haut Moyen Âge à 1803. Sa frontière avec le Vest Recklinghausen, le comté de La Marck et le duché de Westphalie était formée au sud par la Lippe ; au nord-est, la frontière passait à peu près à mi-chemin entre la forêt de Teutoburg et la partie supérieure de l'Ems. Après 1816, elle a continué à exister partout comme frontière de l'arrondissement, sauf au sud-ouest. Ce n'est qu'en 1929 et surtout à partir de 1969 que des changements importants ont eu lieu. Les régions situées le long de la Lippe furent en partie attribuées aux arrondissements limitrophes au sud, comme par exemple Lippborg, de petites cessions eurent également lieu à l'est et au sud-ouest.
Au nord-est, en revanche, le Tecklenburger Land a été intégré dans l'arrondissement de Steinfurt nouvellement formé, dans le cadre de la réforme territoriale prévue par la loi de Münster/Hamm. L'arrondissement de Tecklenburg de l'époque faisait déjà partie des arrondissements dits de Münsterland, mais le lien avec Münster était plutôt faible. Jusqu'à aujourd'hui, le paysage du Tecklenburger Land s'appuie sur celui de l'Osnabrücker Land, il est majoritairement marqué par la confession protestante et s'oriente vers Osnabrück en termes de politique spatiale. Par rapport au passé, il y a toutefois eu un net rapprochement avec le Münsterland, car les régions coopèrent dans de nombreux domaines.
Les régions suivantes sont des composantes historiques du Münsterland, mais ne font pas partie des districts mentionnés dans le découpage administratif actuel :
- dans l'arrondissement de Wesel : le quartier Dingden de Hamminkeln et le quartier Altschermbeck de Schermbeck.
- dans l'arrondissement de Recklinghausen : Haltern am See en grande partie (sauf Hamm-Bossendorf et Flaesheim) et Dorsten en grande partie, mais sans le centre-ville (dans la zone centrale de la ville Holsterhausen et Hervest, en outre Wulfen, Rhade et Lembeck).
- dans l'arrondissement d'Unna : Selm, Werne et l'actuel Lüner le quartier Altlünen, composé des quartiers d'Alstedde, Nordlünen et Wethmar.
- dans la kreisfreie Stadt d'Hamm : les communes originelles de Bockum-Hövel et Heessen.
- dans l'arrondissement de Soest : les quartiers de Lippetal, Herzfeld et Lippborg ainsi que le quartier de Lippstadt, Bad Waldliesborn.
- dans l'arrondissement de Gütersloh : la ville de Harsewinkel et le quartier de Langenberg, Benteler.

Une grande partie de la population de ces localités a encore le sentiment d'appartenir au Münsterland. En revanche, le Tecklenburger Land continue d'occuper une certaine place à part dans la région en raison de son histoire, pour les raisons évoquées plus haut.
En revanche, les régions suivantes ne font pas partie historiquement du Münsterland, mais appartiennent aux districts mentionnés de la division administrative actuelle :
- dans le Tecklenburger Land : les villes de Ibbenbüren, Lengerich, Tecklenburg et les communes de Lotte, Mettingen, Recke, Westerkappeln, Ladbergen, Lienen ainsi que les quartiers de Schale et Halverde de la commune de Hopsten. Le territoire de l'actuelle ville de Hörstel et le quartier de Hopsten de la commune de Hopsten faisaient partie de la principauté épiscopale de Münster et appartenaient donc historiquement au Münsterland.
- dans l'arrondissement de Borken : le quartier d'Isselburg de l'actuelle ville d'Isselburg et une partie de l'ancienne commune d'Overbeck, aujourd'hui rattachée à Raesfeld, appartiennent historiquement à Niederrhein.

### Le Münsterland, une région naturelle
Le Münsterland, au sens naturel du terme, se divise comme suit en unités principales (trois chiffres ; les unités écrites en minuscules regroupent les paysages limitrophes au sud) :
- zu 54 (=D34) : Baie de Westphalie
  - 540 : Ostmünsterland (également appelée plaine d'Emssand)
  - 541 : Kernmünsterland
  - (542 : Hellwegbörden)
  - (543 : Emscherland)
  - 544 : Westmünsterland
  - (545 : Westenhellweg)

La région naturelle du Münsterland comprend la partie basse, septentrionale et centrale de la baie de Westphalie et s'étend près de Bad Bentheim jusqu'au territoire allemand de Basse-Saxe. Le Kernmünsterland constitue la partie centrale de la baie ; les roches du Crétacé supérieur y sont à peine superposées près de la surface. Le paysage, également appelé "Kleimünsterland" (voir Klei (de)), est caractérisé par des sols marneux argileux.
A l'inverse, l'Ostmünsterland, situé en amont et au nord-est de l'Ems, ainsi que le Westmünsterland, qui s'étend jusqu'à la frontière germano-néerlandaise et qui encadre le Kernland à l'ouest, au nord et à l'est, sont très sableux et maigres. Ils sont également appelés Sandmünsterland.
Les trois paysages limitrophes au sud, qui ne peuvent plus être considérés comme faisant partie du Münsterland, en particulier les Hellweg Börde au sud-est, sont fortement pourvue en lœss et nettement plus fertiles. L'Emscherland et le Westenhellweg, au sud oriental de la Baie de Westphalie, occupent la majeure partie de l'agglomération de la Ruhr.

#### Chaînes de collines
Le Münsterland est traversé par plusieurs collines qui dépassent chacune de 100 m leur environnement. La ligne de partage des eaux de Baumberge (de) sépare les systèmes fluviaux de l'IJssel/Rhin-Lippe et de l'Ems. Elle traverse le Kernmünsterland du nord-ouest au sud-est. Elle est bordée par les monts Baumberge (de) (jusqu'à 189 m d'altitude) et les Beckumer Berge (de) près de Beckum (jusqu'à 173 m d'altitude). Au sud-est de l'ouest du Münsterland, les Halterner Berge (de) près de Haltern am See dans la Haard (de)  (jusqu'à 154 m d'altitude) s'étendent jusqu'au-delà de la Lippe.
Une particularité géologique est la chaîne de sables graveleux du Münsterland (de), dont les  sédiments de la glaciation saalienne ont été préservées et traversent la région dans le sens nord-sud. Au nord, elles longent en partie la ligne de partage des eaux IJsselmeer-Ems.

#### Rivières
L'Ems elle-même traverse le nord-est et le nord du Münsterland avec son cours supérieur. Une grande partie de la moitié est du Münsterland fait également partie de son bassin versant, et la Werse (de), son affluent le plus important, y contribue largement. Le sud-ouest et l'extrême sud sont drainés vers le Rhin par la Lippe, dont les affluents sont plutôt courts, à l'exception notable de la Stever. Enfin, à l'ouest et au nord-ouest, on trouve les cours supérieurs de Issel, Bocholter Aa, Schlinge, Berkel et Vechte (avec Dinkel et Steinfurter Aa), qui suit l'IJssel, la rivière qui pénètre dans l'IJsselmeer aux Pays-Bas, bras du delta de la Meuse et du Rhin qui se jette dans la mer.

#### Münsterlandhistorique vs. naturel
Le terme de Münsterland, à l'origine lié au paysage historique, a été repris pour trois unités naturelles principales, car celles-ci couvrent pour l'essentiel le territoire de la désignation culturelle de la région, par exemple avec la Lippe comme limite sud. La délimitation de l'espace naturel, lorsqu'elle s'écarte des frontières historiques, est en partie en contradiction avec la conscience régionale, qui s'appuie dans une large mesure sur l'appartenance historique.
L'espace naturel du Westmünsterland comprend de grandes parties de l'ouest, mais pas l'extrême ouest du Münsterland historique, qui s'étend à l'ouest de l'arrondissement de Borken près de Bocholt jusqu'à la baie de Basse-Rhénanie (de). En revanche, l'espace naturel de l'Ostmünsterland à l'est, entre Paderborn et Bielefeld, dépasse nettement le Münsterland historique et s'étend jusqu'à la Westphalie orientale-Lippe. Vers le nord, le Münsterland occidental et oriental n'inclut pas de grandes parties du Tecklenburger Land.
Le Münsterland naturel et historique atteint son point culminant sur le Westerberg avec 189 m d'altitude à Nottuln dans les Baumberge. Les arrondissements actuels du Münsterland ont cependant des parts de la forêt de Teutberg dans la région du Tecklenburger Land. C'est là que culmine la montagne de Westerbeck (de) dans la commune de Lienen à 223 m d'altitude.

#### Paysage de parc anthropique
Le paysage est marqué par une exploitation agricole intensive, qui est relativement morcelée. Des champs, des prairies, des pâturages, des petits bois et des haies forment un paysage varié, c'est pourquoi on parle de paysage de parc du Münsterland (de).
| - Paysage de parc du Münsterland - Allée à Wettringen. - Ferme à Landersum (de). - Champs au Thieberg à Neuenkirchen. - Hünenborg à Rheine. - Ancien moulin à vent à Saerbeck. |

### Villes et artères importantes
Münster, située au centre, avec ses quelque 315 000 habitants, est la seule grande ville et centre régional du Münsterland. Viennent ensuite Rheine, Bocholt, Ibbenbüren et Ahlen, avec une population comprise entre 50 000 et 100 000 habitants. Elles doivent leur croissance passée et leur taille actuelle à l'industrialisation, en particulier à l'industrie textile. Les chefs-lieux de district actuels Borken, Coesfeld, Steinfurt et Warendorf, les villes de Dülmen et Gronau ainsi que les anciens chefs-lieux de district Ahaus, Beckum et Lüdinghausen sont également importants.
La région est traversée par les autoroutes A 1, A 31 et A 43 dans le sens nord-sud ainsi que par les A 30 et A 2 dans le sens est-ouest. En ce qui concerne les voies navigables, on trouve le canal Dortmund-Ems et le Mittellandkanal, l'Ems en revanche n'est pas encore navigable ici. L'aéroport de Münster/Osnabrück (FMO) à Greven a une grande importance régionale en tant qu'aéroport de voyage et d'affaires.
Le Münsterland possède un réseau dense de lignes de chemin de fer, dont la "Rollbahn" de l'ancienne Compagnie des chemins de fer de Cologne-Minden de (Essen-) Wanne-Eickel à Osnabrück via Münster est la plus importante.] (-Brême-Hambourg) est la plus importante. Sur la bordure sud-est passe la ligne principale Köln - Minden (-Hanovre-Berlin). La gare de Rheine est reliée dans le sens nord-sud au trafic IC entre Norddeich Mole et Coblence et dans le sens est-ouest au trafic IC entre Berlin et Amsterdam. Il existe une liaison avec la gare centrale de Dortmund via la ligne ferroviaire Münster-Lünen. Ce tracé, également utilisé par le trafic longue distance Hambourg-Cologne, est en grande partie à voie unique, bien qu'il existe des projets d'extension. La Bocholter Bahn relie l'actuelle gare terminus à Bocholt à la ligne ferroviaire Oberhausen-Arnhem. Depuis la gare centrale d'Essen, Borken et Coesfeld sont accessibles via Dorsten. Au départ de Münster, la "Euregio-Bahn" dessert Burgsteinfurt et la Enschede, la ligne ferroviaire de Warendorf dessert Rheda-Wiedenbrück et une autre liaison vers Hamm. Enschede est également accessible depuis Dortmund et Dülmen par la Westmünsterlandbahn. Elle rejoint l'Euregio-Bahn à Gronau. Les anciennes liaisons de Bocholt à Coesfeld (voir Baumbergebahn) et de Coesfeld à Rheine (voir Voie ferrée Duisburg-Quakenbrück) ont été fermées, la Baumbergebahn entre Coesfeld et Münster continuant d'être utilisée par les TPR, tandis que le tracé de Quakenbrück est aujourd'hui emprunté par la RadBahn Münsterland. Il existe des projets de réactivation de la ligne Münster-Neubeckum. Le nœud ferroviaire le plus important, également pour l'Intercity-Express, est la gare centrale de Münster (Westf). Elle est contournée par le chemin de fer de contournement de marchandises de Münster.
Les TPN dans le Münsterland sont organisés par le Verkehrsgemeinschaft Münsterland et le Zweckverband SPNV Münsterland. Ce dernier est responsable du transport ferroviaire de proximité. Depuis août 2017, les prix des billets sont calculés selon le Westfalentarif.

### Climat
| Mois                                | jan. | fév. | mars | avril | mai  | juin | jui. | août | sep. | oct. | nov. | déc. |
| ----------------------------------- | ---- | ---- | ---- | ----- | ---- | ---- | ---- | ---- | ---- | ---- | ---- | ---- |
| Température minimale moyenne (°C)   | −0,7 | −0,5 | 1,7  | 4,1   | 8,1  | 11   | 12,6 | 12,5 | 10,1 | 6,9  | 3    | 0,5  |
| Température maximale moyenne (°C)   | 3,9  | 5,1  | 8,5  | 12,7  | 17,5 | 20,4 | 21,9 | 22   | 18,7 | 14,3 | 8,3  | 5    |
| Ensoleillement (h)                  | 1,5  | 2,5  | 3,5  | 5,1   | 6,6  | 6,3  | 6,3  | 6,3  | 4,5  | 3,6  | 1,8  | 1,3  |
| Précipitations (mm)                 | 67   | 48   | 60   | 51    | 63   | 74   | 67   | 65   | 63   | 54   | 70   | 77   |
| Nombre de jours avec précipitations | 19   | 16   | 14   | 15    | 13   | 13   | 16   | 16   | 15   | 16   | 18   | 18   |
| Humidité relative (%)               | 85   | 81   | 78   | 73    | 70   | 73   | 74   | 75   | 80   | 83   | 85   | 86   |

Le Münsterland connaît un climat tempéré froid, océanique et présente des courbes de température et des précipitations relativement équilibrées. Les étés sont relativement frais et les hivers relativement doux. Tout au long de l'année, les situations de vent d'ouest prédominent. La pluviométrie est principalement comprise entre 700 et 800 mm par an. Pour Münster, ville située au centre du pays, elle se situe à peu près dans la moyenne nationale avec environ 764 mm en moyenne sur la période 1981-2010.

## Histoire

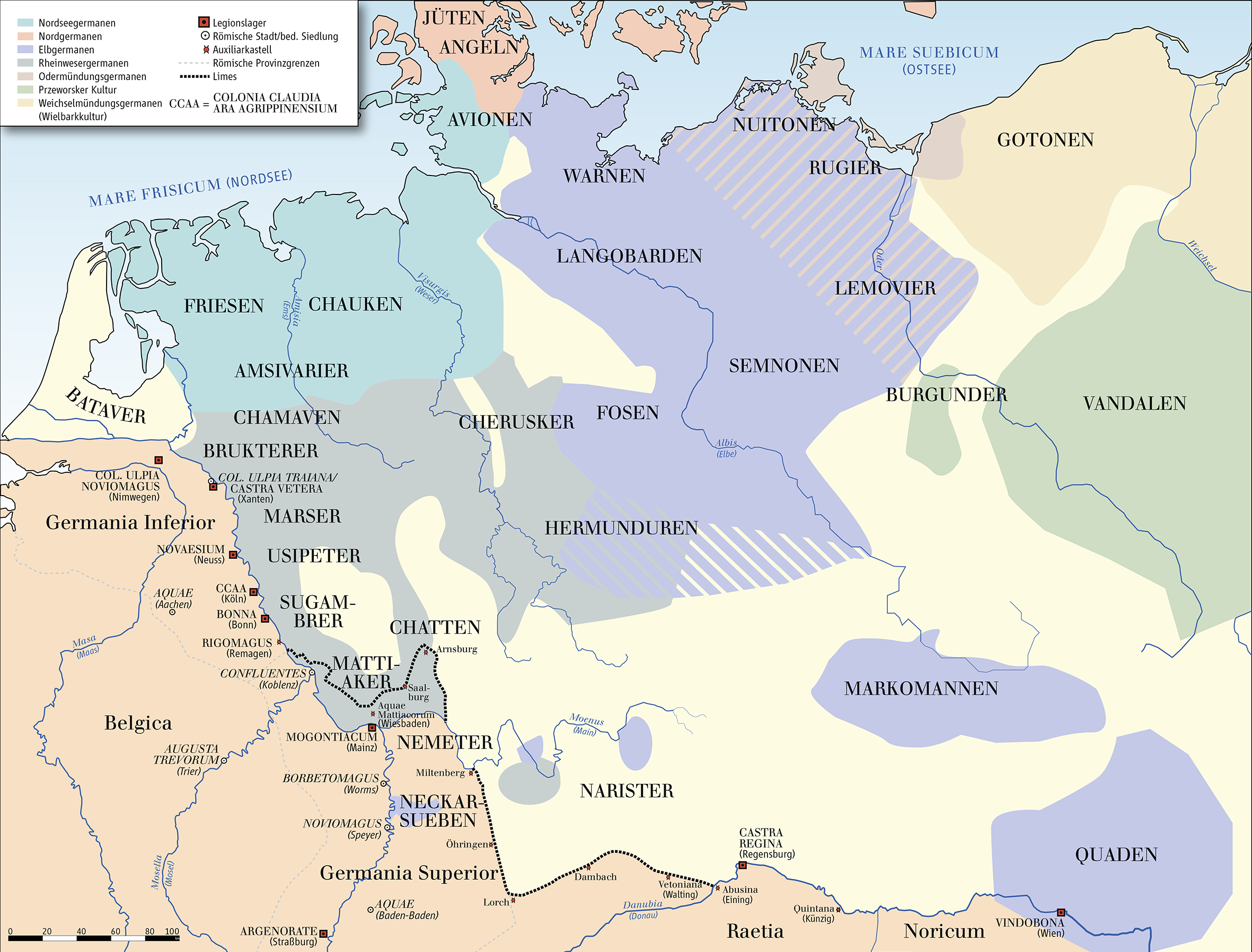
Dispersion des tribus germaniques vers 50

Dans la région de l'actuel Münsterland, on trouve des traces de chasseurs errants datant de 8000 avant  J.-C. À partir de 2000 avant J.-C., comme le prouvent les découvertes archéologiques, le Münsterland était régulièrement habité, ce qui est reconnaissable entre autres aux cistes à Beckum. Il s'agissait essentiellement des tribus germaniques des Bructères, Chamaves et Chérusques qui habitaient la région au changement d'époque. À cette époque, les Romains avaient également des camps fixes le long de la Lippe, qui coule au sud du Münsterland.
Le Münsterland a été colonisé depuis environ 500 apr. J.-C. par la tribu des Saxons, qui avaient immigré depuis le nord-est. Au cours des guerres des Saxons de Charlemagne, le missionnaire Liudger arriva en 793 (décédé en 809 à Billerbeck) dans le Münsterland et fonda un monastère (en latin : Monasterium) dans le village de Mimigernaford ; c'est de cette désignation latine que dérive le nom actuel de la ville de Münster. Dès 805, Münster devint un évêché, et en 1170, la ville de Münster obtint des droits municipaux. Comme d'autres villes du Münsterland, Münster faisait partie de la Hanse. L'abbaye de Vreden (de), située à l'extrême ouest du Münsterland, avait également une plus grande importance à cette époque.
Après la chute du duc de Saxe Henri le Lion et le démembrement (charte de Gelnhäuser de 1180) du Duché de Saxe, le Münsterland devint un territoire à part entière, la Principauté épiscopale de Münster. La noblesse (voir Liste des familles nobles de Westphalie (de)) joua un rôle important ; aujourd'hui encore, de nombreux châteaux entourés d'eau dans le Münsterland témoignent de son importance passée. Pendant la Réforme protestante, la ville de Münster a connu la révolte de Münster menée par des anabaptistes, un mouvement religieux de réforme radicale. Pendant la guerre de Trente Ans (1618-1648), le Münsterland fut régulièrement ravagé par les armées en maraude des différents belligérants. Les villes et les communes furent souvent pillées et incendiées. Une partie de la Paix de Westphalie, qui a jeté les bases de l'ordre étatique des temps modernes, a été négociée à Münster. La ville avait été en grande partie épargnée par les armées de guerre.

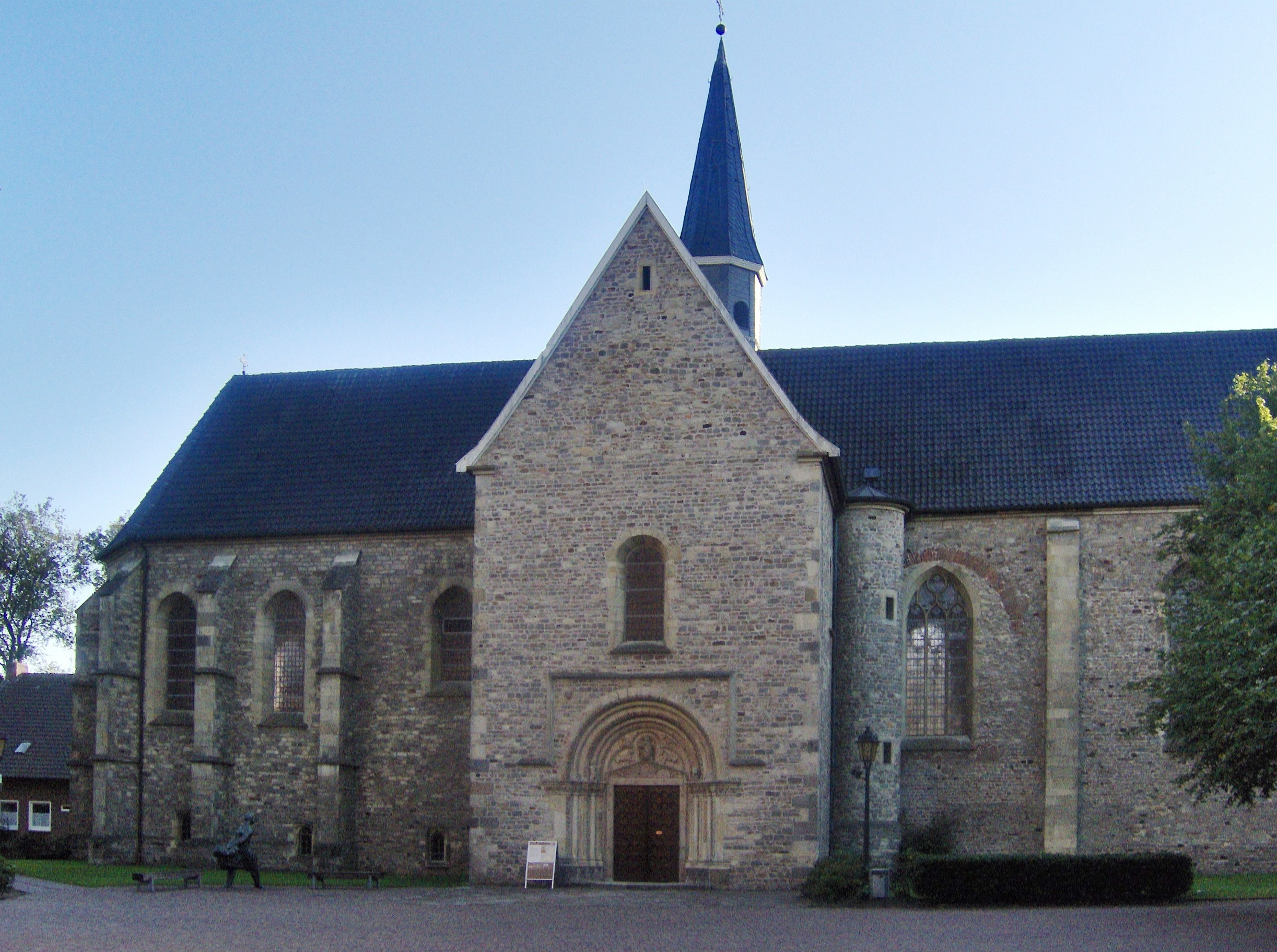
Vreden, Stiftskirche St. Felizitas.

Le territoire ecclésiastique du Haut-Evêché de Münster a été sécularisé en 1803 par le recès d'Empire. Dans l'ouest du Münsterland, la Principauté de Salm et le comté de Salm-Horstmar furent créés en 1802-1803. D'autres parties revinrent au Grand-Duché de Berg et au Duché d'Arenberg. La partie orientale du Münsterland, y compris la ville de Münster, fut rattachée à la Prusse sous le nom de Principauté héréditaire de Münster. En 1810, la France annexa une partie de ces territoires.

« Le grand-duché se composait en somme de quatre parties bien distinctes : 1° le pays de Munster, où l'on retrouvait le souvenir du fameux tailleur Jean de Leyde, dont les os blanchissaient peut-être encore à une des tours de la cathédrale, le souvenir des traités de Westphalie, et enfin la trace des administrateurs Fürstenberg et Stein. Cet ancien pays d'église était peu commerçant, très-arriéré au point de vue social. Beugnot y vit le chevalet sur lequel les seigneurs forçaient leurs domestiques, pour des fautes légères dans le service, à se tenir à cheval des heures entières, sans préjudice de châtiments corporels plus graves. Presque tous les paysans y vivaient à l'état de colons; ils n'étaient pas attachés à la glèbe, mais en la quittant ils perdaient tout moyen d'existence; le seigneur avait part à l'héritage laissé par son homme.
C'était un pays agricole avant tout, sans que l'agriculture y fût perfectionnée; très-religieux, sans que le catholicisme, qui y avait existé comme religion d'État, exclusive de toute autre, y fût très-éclairé. »

— Alfred Rambaud, L'Allemagne sous Napoléon Ier (1804-1811) : la domination française en Allemagne
Après le Congrès de Vienne en 1815, l'ensemble du Münsterland revint à la Prusse pour 130 ans. Au cours du Kulturkampf, dans le dernier tiers du 19e siècle, le Münsterland, catholique jusqu'au bout des ongles, s'opposa aux interventions du gouvernement prussien, notamment dans le domaine de l'enseignement.
À partir de 1850, l'industrialisation commença dans le Münsterland. L'industrie textile, en particulier, était forte dans la région. Dans les villages, la pauvreté ne cessait d'augmenter en raison de la hausse de la natalité. Le pays ne pouvait plus nourrir ses enfants, et une forte émigration s'est donc mise en place, principalement vers les États-Unis.
En 1834, un paysan découvrit à Nienberge, près de Münster, un minéral qui y était jusqu'alors inconnu : il s'agissait de "strontiane carbonée pure et crystallisée". La strontianite était d'une grande importance pour la production industrielle de sucre. Cette découverte marque le début d'une histoire régionale mouvementée autour de la strontianite. Le "Strunz", comme on appelle la strontianite en bas allemand, a déclenché pendant quelques années une sorte d'ambiance de ruée vers l'or dans le Münsterland. À partir de 1870 environ, des gisements de strontianite proches de la surface ont été exploités dans le sud du Münsterland. Dans la région de Beckum, Ahlen, Drensteinfurt, Bockum, Hövel, Ascheberg et Herbern, il y eut une sorte de "ruée vers l'or",. Celle-ci a toutefois rapidement pris fin en raison de la découverte de la célestine, un minéral de substitution présent dans de grands gisements en Angleterre et en Sicile.
Après la Première Guerre mondiale, le Münsterland a également dû faire face à de grandes difficultés économiques. Comme la population était principalement catholique et votait donc pour le parti du centre, les nationaux-socialistes n'ont pu s'implanter que progressivement. Pendant la Nuit de Cristal, presque toutes les synagogues du Münsterland furent néanmoins détruites. Les citoyens juifs émigrèrent ou furent déportés, dont beaucoup à Riga. L'un des survivants de l'Holocauste les plus éminents était Paul Spiegel (de), l'ancien président du Comité central des Juifs. Il a grandi à Warendorf.
Pendant la Deuxième Guerre mondiale, la ville a été gravement endommagée par les bombes des attaques aériennes sur Münster (de), le centre-ville a été détruit à 91 %. D'autres villes ont également été touchées par des attaques aériennes des Alliés en mars 1945, c'est-à-dire peu avant la fin de la guerre. Stadtlohn, par exemple, a également été presque entièrement détruite.
L'arrivée de réfugiés et de expulsés des Allemands d'Europe de l'Est (expulsés des anciens territoires allemands de l'Est) a entraîné une augmentation considérable de la population. Aujourd'hui, le Münsterland est considéré comme une région prospère où l'agriculture joue toujours un rôle important.
Le 25 novembre 2005, le Münsterland a connu un chaos massif dans les transports et la plus grande panne d'électricité de l'histoire de la République fédérale d'Allemagne en raison d'un épisode hivernal d'une intensité jamais enregistrée jusqu'alors. Il est tombé par endroits plus de 50 cm de neige, qui a gelé en très peu de temps en raison de l'humidité. Plus de 50 pylônes à haute tension se sont effondrés, car le poids des lignes encroûtées de glace était jusqu'à huit fois supérieur au poids autorisé par le calcul. Il s'est ensuivi des coupures de courant dans une grande partie des arrondissements de Borken et Steinfurt, qui ont parfois duré plusieurs jours et ont touché environ 280 000 personnes. La ville d'Ochtrup n'a pas pu être entièrement approvisionnée en électricité pendant plus de six jours. Bien plus de 1000 bénévoles ont été mobilisés pour maîtriser la situation chaotique et venir en aide aux habitants. Les dommages économiques du "chaos neigeux du Münsterland (de)" ont été estimés à plus de 100 millions d'euros.
Le Münsterland a souffert de la canicule européenne de juillet-août 2018 durant l'été 2018.

## Économie

### Structure économique

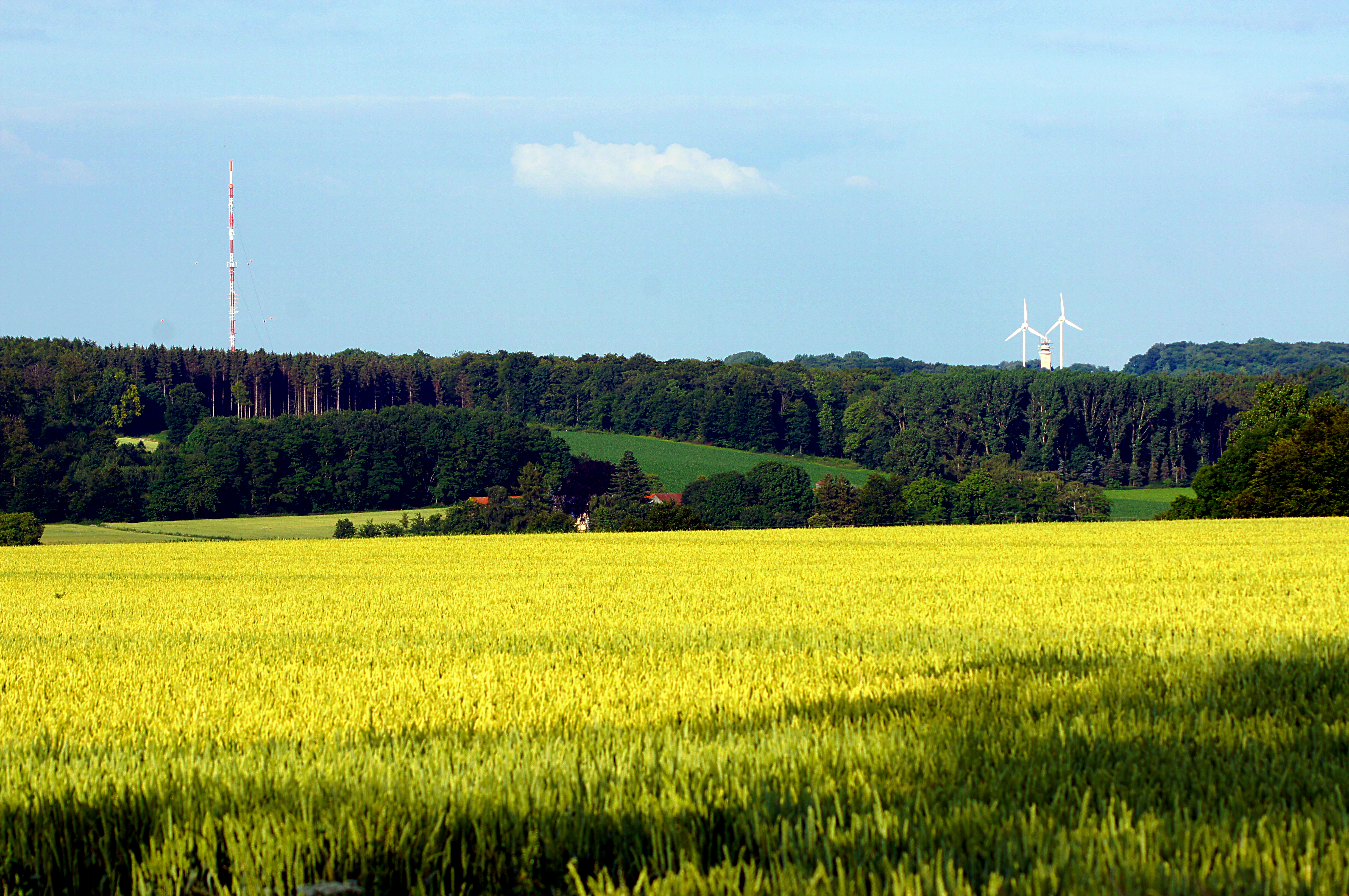
Surfaces agricoles et forestières au Westerberg à Billerbeck.

L'économie du Münsterland est dominée par les petites et moyennes entreprises. Sur les quelques 69 400 entreprises du Münsterland, 85,9 % sont des petites entreprises (moins de dix salariés), 13,7 % des moyennes entreprises (dont 11 % ont de 10 à 49 salariés et 2,7 % de 50 à 249 salariés), et seulement 0,4 % de grandes entreprises (250 salariés et plus).
Traditionnellement, l'agriculture et la sylviculture occupent une place importante dans le Münsterland. L'agriculture joue un rôle important surtout dans les arrondissements de Coesfeld, Warendorf et Borken. Au total, 1,7 % de la valeur ajoutée brute est générée par le secteur primaire dans la région (NRW : 0,6 %). Le Münsterland représente près de 30 % de la valeur ajoutée brute totale de l'agriculture en NRW
Dans le Münsterland, la part de l'industrie de production, dont fait partie la transformation des produits agricoles, est plus élevée (29,5 % de la valeur ajoutée brute) que la moyenne nationale (26,7 %). Le secteur de la production du Münsterland emploie environ 143 800 salariés.
La grande majorité des travailleurs (68,9 %) est employée dans le secteur des services. Le secteur des services dans la ville de Münster est supérieur à la moyenne : 88 % de la valeur ajoutée brute ont été générés par ce secteur. Le secteur économique des services publics et autres services joue un rôle particulièrement important avec une part de 38 %.
Le produit intérieur brut (PIB) par habitant était de 38 600 € en 2020 dans la région, alors qu'il était de 38 800 € en NRW. Les habitants de la région de Münster sont donc légèrement moins riches que l'ensemble des habitants de la Rhénanie-du-Nord-Westphalie. Pourtant, le PIB de la ville de Münster (57 000 € par habitant) est nettement meilleur que celui des districts ruraux.
Sur la base du nombre de visiteurs et un chiffre d'affaires brut annuel d'environ 1,75 milliard d'Euros (tourisme d'un jour et d'une nuit), le tourisme est de plus en plus un facteur économique important dans le Münsterland. Le tourisme est encouragé par les pouvoirs publics, par exemple par la délimitation et l'entretien d'un réseau de pistes cyclables du Münsterland ou par des offres pour les cavaliers, les randonneurs et les canoéistes. La Regionale 2004, une mesure régionale de soutien structurel du Land de Rhénanie-du-Nord-Westphalie, a renforcé le tourisme dans les villes de l'Ems grâce à de nombreux projets de nature urbanistique et artistique et à la poursuite du développement du tourisme. La Regionale 2016 s'est concentrée sur des projets dans l'ouest du Münsterland, avec un accent particulier sur les paysages fluviaux et les châteaux d'eau. Dans le cadre de la Regionale, le Münsterland e. V., les quatre arrondissements du Münsterland ainsi que la ville de Münster ont initié un vaste projet de soutien EFRE qui a démarré en 2019 avec un volume total d'environ 10 millions d'euros sous le titre "Région des châteaux et des forteresses du Münsterland - Renforcement des PME par des infrastructures et des services touristiques innovants". Il s'agit de l'un des plus grands projets touristiques que la région ait jamais lancés ensemble. Selon les propres indications de la société de promotion Münsterland e. V, le Münsterland est en outre l'une des régions les plus riches en chevaux d'Europe, avec plus de 100.000 chevaux et plus de 1.000 fermes équestres. Un itinéraire équestre d'environ 1.000 km a été développé pour les cavaliers.

### Branches

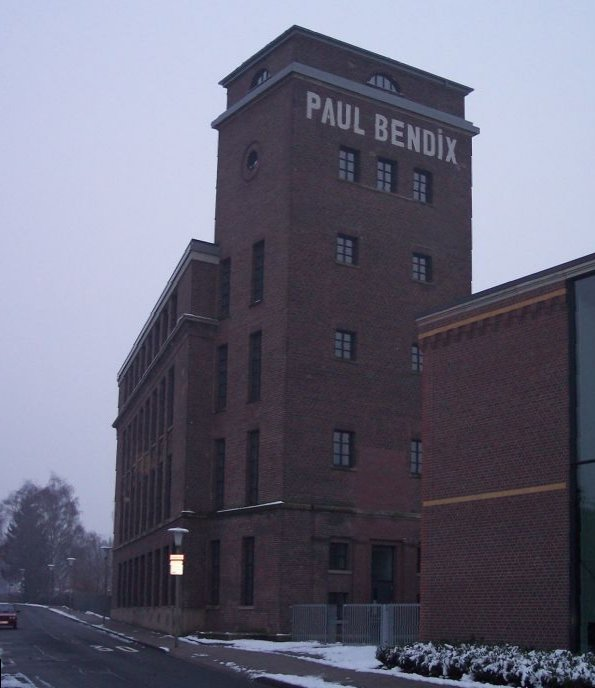
Vestiges de l'industrie textile : ancienne entrée de l'usine de Paul Bendix à Dülmen.

Les deux branches les plus importantes sont la construction mécanique et - conformément à l'importance de l'agriculture - l'industrie alimentaire en tant qu'acheteurs et transformateurs. Le secteur de la construction est représenté dans le Münsterland par 43 799 salariés. Le secteur des services de santé et d'action sociale emploie 118 759 personnes. L'industrie textile a une longue tradition dans le Münsterland. Aujourd'hui encore, les arrondissements de Borken et de Steinfurt comptent un nombre d'entreprises de ce secteur supérieur à la moyenne. Environ un quart des entreprises de confection de Rhénanie-du-Nord-Westphalie sont implantées dans la région. Il en va de même pour les fabricants de meubles ainsi que d'articles en bois, en tressage, en vannerie et en liège. À partir de ce secteur, certaines entreprises ont évolué avec succès vers des matériaux innovants.
En août 2018, la mine d'Ibbenbüren a extrait du charbon pour la dernière fois. La mine de Westfalen à Ahlen ayant fermé en 2000, l'exploitation du charbon dans la région a ainsi pris fin.

### Marché du travail
Au total, le Münsterland comptait en juin 2021 670 200 salariés assujettis à l'assurance sociale obligatoire, soit environ 129 200 de plus que dix ans auparavant (+23,9 %, +17,7 % à l'échelle de la NRW). La plus grande augmentation de l'emploi - avec environ  34 300 postes - a eu lieu dans le secteur de la santé et du social. Cela représente une augmentation de 40,7 %. Le commerce a également connu une hausse de l'emploi (+17500 postes), notamment dans les arrondissements de Steinfurt et Borken. Le nombre d'emplois dans les services professionnels, scientifiques et techniques a augmenté de 58,1 %. Le taux d'emploi dans le Münsterland est également intéressant, car il est calculé sur la base des personnes âgées de 15 à moins de 65 ans qui sont assujetties à l'assurance sociale et qui ont un emploi mineur. Pour les hommes (61,1 %), ce taux est nettement supérieur à celui de l'ensemble du pays (63,7 %), ce qui souligne la force du marché du travail de la région. Pour les femmes, le taux n'est que légèrement inférieur (57,5 %) à la moyenne nationale (57,9 %).
Depuis 2007, le taux de chômage dans le Münsterland se situe dans la fourchette des 5 %. En 2021, le taux de chômage était de 4,1 %, légèrement supérieur à celui de 2019 (3,9 %). Le Münsterland a donc toujours le taux de chômage le plus bas des neuf régions économiques de la Rhénanie-du-Nord-Westphalie.

### Développement économique
Depuis 2012, la valeur ajoutée régionale (PIB) croît à peu près au même rythme que le Land de NRW. Sur dix ans, la hausse de 28,5 % était supérieure à la moyenne de 22,8 % de la Rhénanie-du-Nord-Westphalie. Entre 2011 et 2020, c'est surtout le secteur régional de la construction qui a fortement progressé. La valeur ajoutée brute a augmenté de 70,7 %, soit encore une fois plus que dans l'ensemble de la NRW. L'industrie manufacturière, très présente dans la région, a également connu un développement extrêmement dynamique au cours des dix dernières années (+20,7 %). En revanche, la valeur ajoutée industrielle a quasiment stagné dans l'ensemble de la NRW.

### Recherche et développement
Les dépenses de recherche et de développement des entreprises du Münsterland sont depuis des années déjà inférieures à la moyenne nationale. En 2019, elles représentaient environ 0,9 % de la valeur ajoutée brute totale (NRW : 1,4 %). Cela s'explique notamment par la structure des moyennes entreprises, dans lesquelles les activités de recherche et de développement sont souvent menées par les propriétaires et ne sont pas institutionnalisées dans des départements propres. Contrairement à la Rhénanie-du-Nord-Westphalie, on constate toutefois une tendance positive dans le Münsterland. Les entreprises dépensent de plus en plus d'argent pour la recherche et le développement. En 2007, les dépenses s'élevaient à tout juste 214 millions d'euros, en 2017, elles dépassaient déjà les 516 millions d'euros. Cette tendance est également visible au niveau du personnel : en 2007, 2,3 personnes actives sur 1000 étaient employées dans le secteur de la recherche et du développement, en 2019, elles étaient déjà 4, ce qui représente néanmoins la valeur la plus faible de toutes les régions de Rhénanie-du-Nord-Westphalie.

### Grandes entreprises dans la région
Les grandes entreprises de la région sont entre autres : 2G Energy (de), Agravis Raiffeisen, Apetito, Atruvia, BASF Coatings, Bischof + Klein, Brillux, Benning, Conditorei Coppenrath & Wiese, Duvenbeck, Ernsting's family, Fiege Gruppe, Finanz Informatik, Haver & Boecker, Hengst, K+K Klaas & Kock, Franz Kaldewei, Kurt Pietsch, LBS Westdeutsche Landesbausparkasse, LMC Caravan, LR Health & Beauty, LVM Versicherungen, Provinzial NordWest, Schmitz Cargobull, SuperBioMarkt, Sinnack, Takko, Tepper Aufzüge, Veka, Westfalen, GEA Westfalia Separator, Westfleisch, Windmöller & Hölscher, Winkelmann Powertrain. 

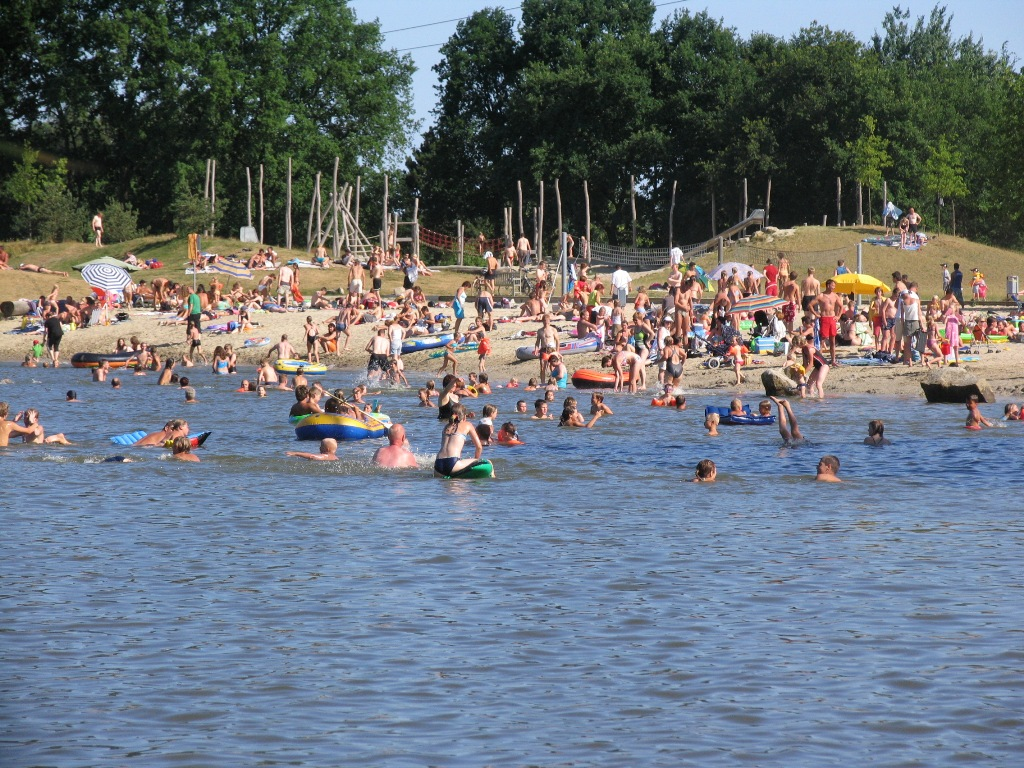
Plage de sable du lac de baignade à Wettringen.

### Créations d'entreprises
La tendance à la création d'entreprise est plus faible dans les régions rurales du Münsterland que dans les régions à forte densité de population. Cela s'explique également par la situation actuelle du marché du travail. En 2021, le Münsterland comptait 17,9 créations d'entreprises pour 10000 habitants âgés de 18 à 64 ans (NRW : 23,5). Toutefois, les fermetures sont rares dans le Münsterland, ce qui signifie que la fluctuation des entreprises est faible. C'est dans le secteur du commerce que l'on crée le plus d'entreprises au Münsterland.

### Haut débit
Selon le GlasfaserAtlas.NRW, 83,6 % de tous les ménages de la ville de Münster disposent d'une connexion de 1000 Mbits/s ou plus, soit 13,5 % par fibre optique, 84,8 % et 67,1 % dans le Kreis Coesfeld, 72,8 % et 29,9 % dans le Kreis Borken. 49,6 %, dans le district de Warendorf 76,8 % ou 29,9 % et dans le district de Steinfurt 66,6 % ou 44,1 %.

### Paysage de la recherche
Le paysage scientifique et de recherche du Münsterland est caractérisé par l'Université de Münster, la Fachhochschule Münster et la Westfälische Hochschule. Rien que dans ces trois établissements, environ 62 000 personnes étudient et environ 900 professeurs enseignent. Pour le nord du Münsterland, l'Université d'Osnabrück et la Haute école d'Osnabrück ont également une grande importance en raison de leur proximité avec la Basse-Saxe.

#### Université de Münster
L'Université de Münster, qui compte environ 45 000 étudiants, propose un enseignement et des recherches dans 280 filières. L'accent est mis sur les sciences humaines et sociales, l'économie et le droit, les mathématiques et l'informatique ainsi que les sciences de la vie. Les domaines de recherche sont complétés par les deux clusters d'excellence "Religion et politique" (2012 à 2025) et "Mathématiques (dynamique - géométrie - structure)".

#### Fachhochschule Münster
La Fachhochschule Münster a des sites à Münster et à Steinfurt avec un total de 15 400 étudiants. Les points forts des 101 filières proposées sont les domaines de l'économie, du social, de la santé et de l'ingénierie.

#### Westfälische Hochschule
Sur le site de Bocholt de la Westfälische Hochschule, l'accent est mis sur le génie mécanique, l'économie et les technologies de l'information. L'institut westphalien pour la bionique, qui fait de la recherche dans les domaines des capteurs, des structures intelligentes et de la construction légère, fait partie de l'école supérieure.

#### Autres établissements d'enseignement
En outre, Münster abrite la Katholische Hochschule NRW, la Fachhochschule für öffentliche Verwaltung NRW, la Fachhochschule des Bundes für öffentliche Verwaltung, la Kunstakademie Münster et la Philosophisch-Theologische Hochschule Münster. Outre les établissements d'enseignement supérieur, il existe d'autres centres de recherche de la Fraunhofer- et de la Max-Planck-Gesellschaft ainsi que de la Leibniz- et de la Helmholtz-Gemeinschaft.

## Curiosités et culture
L'architecture du Münsterland se caractérise par un grand nombre d'églises, de monastères et de châteaux, dont certains sont encore très bien conservés. En raison du terrain relativement plat, surtout dans les parties nord et ouest, le vélo est un moyen de transport que l'on rencontre souvent ici. Il existe de nombreux itinéraires de randonnée à vélo bien signalisés, dont la 100-Schlösser-Route (de) et la piste cyclable européenne R1 (de). Les jardins et parcs du Münsterland font partie du réseau européen des jardins (European Garden Heritage Network (de)).
Une particularité culturelle, surtout dans et autour de Münster, est le Masematte (de), un langage utilisé à l'origine dans le commerce et l'industrie pour exclure des tiers, et dont de nombreuses expressions ont été conservées dans le langage local actuel.

### Châteaux et palais

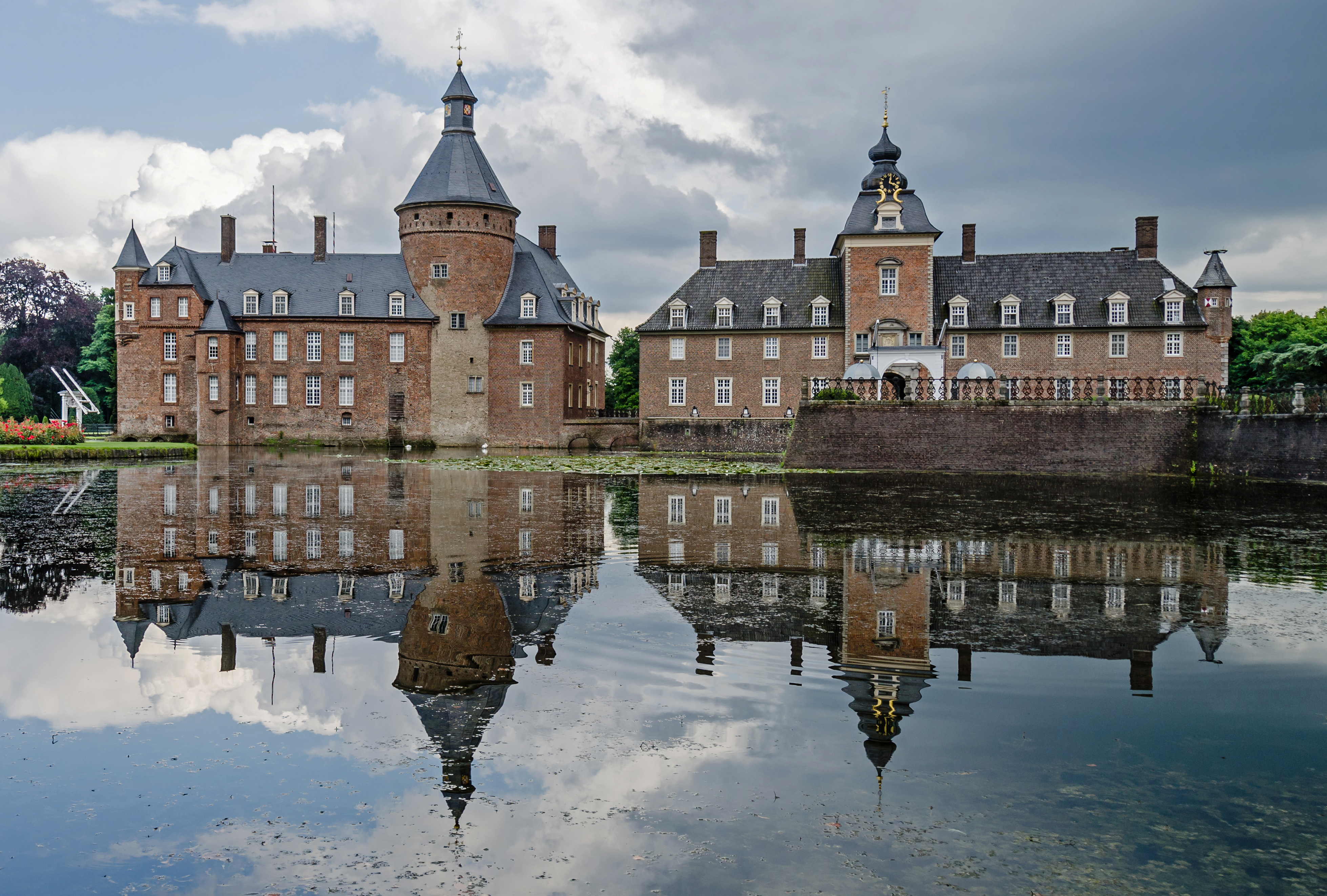
Le château d'Anholt.

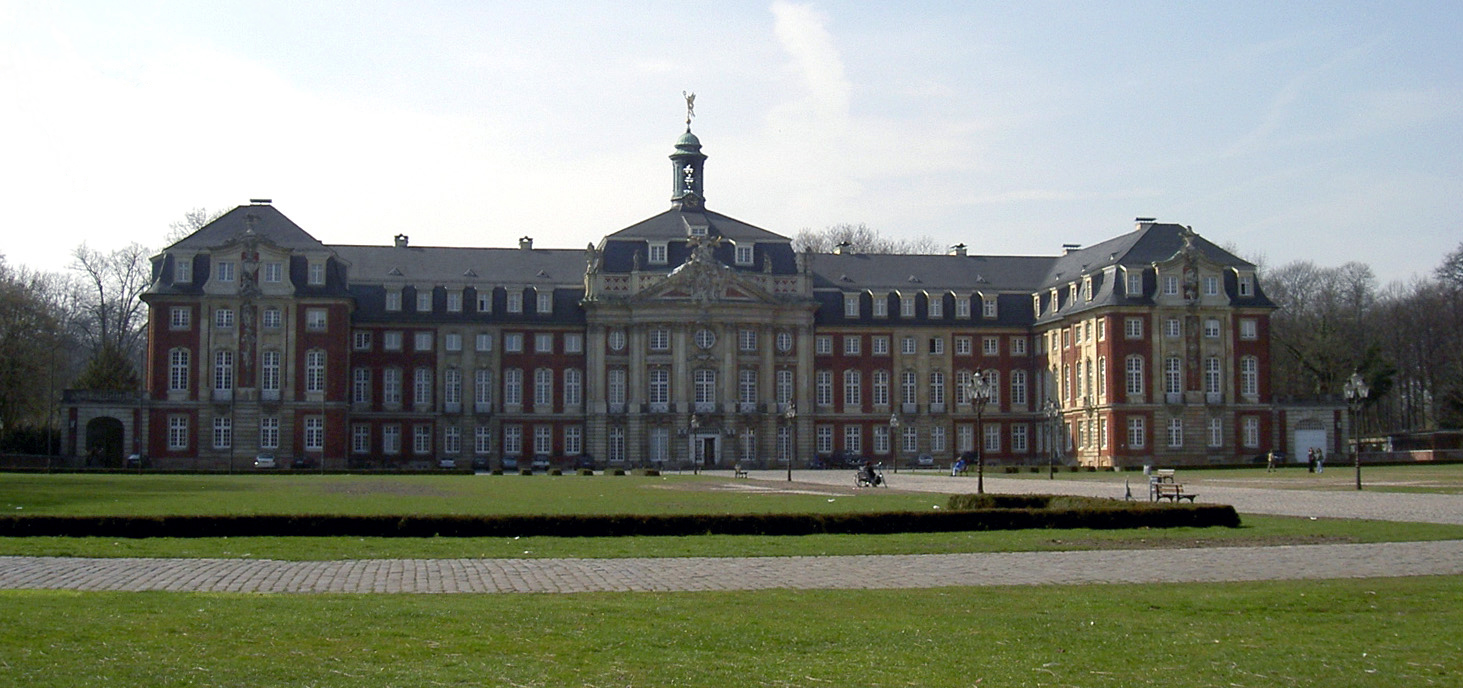
Le château de Münster.

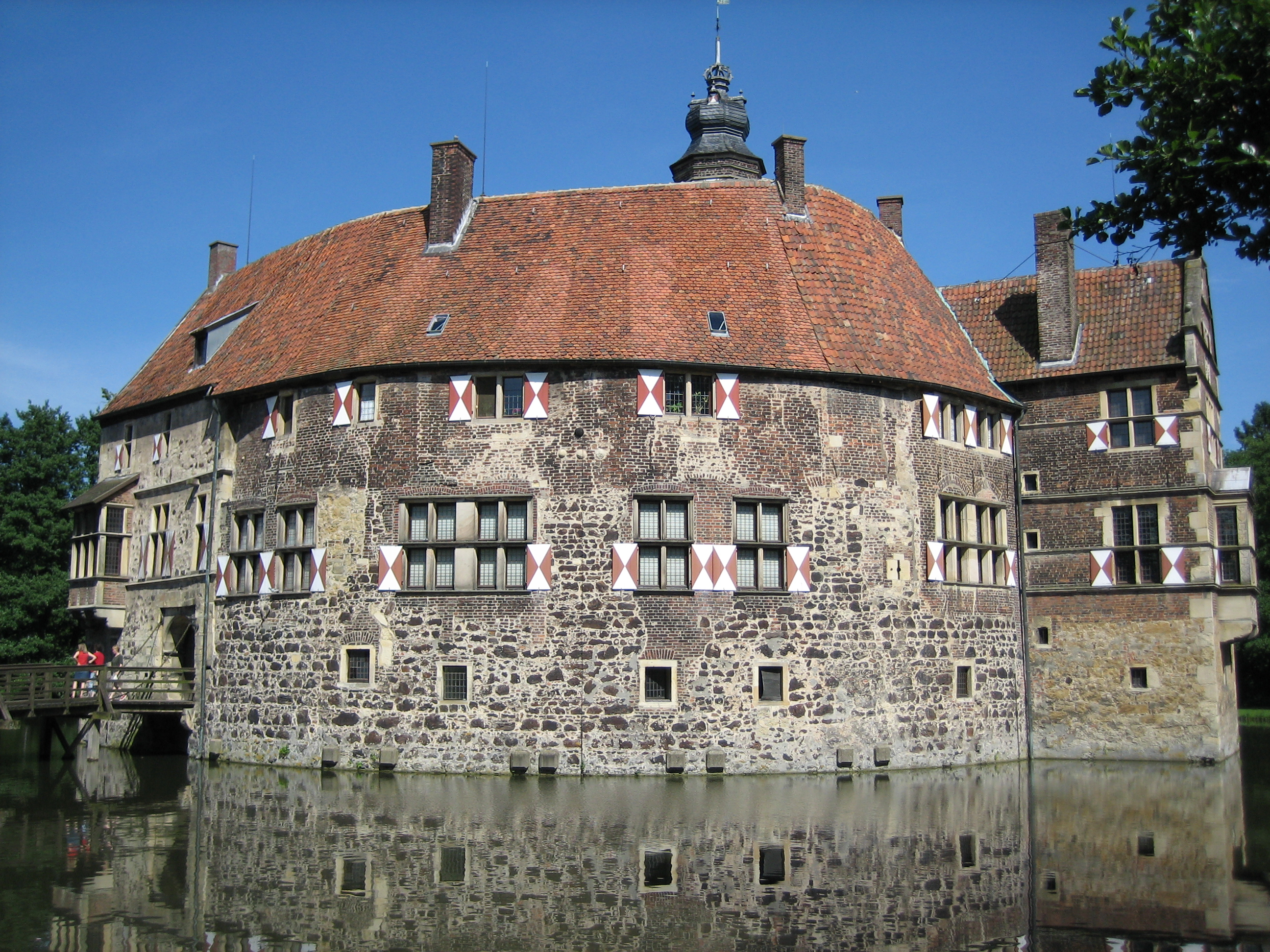
Le château de Vischering.

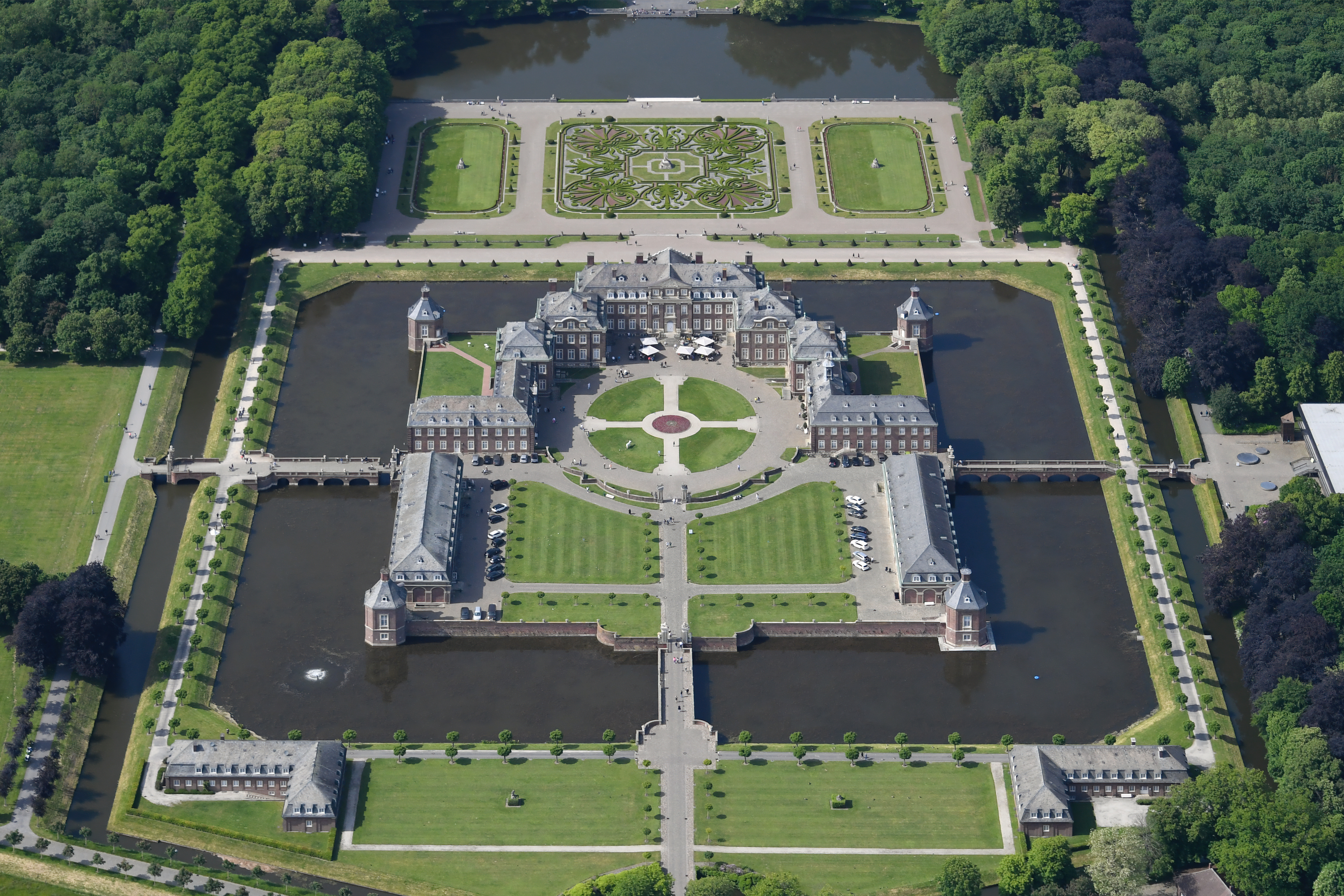
Le château de Nordkirchen, le Versailles de Westphalie.

Le Münsterland compte de nombreux châteaux et forteresses, dont les châteaux d'eau sont typiques de ce paysage relativement plat. Tous les châteaux importants et les anciennes résidences nobiliaires peuvent être découverts à vélo sur la 100-Schlösser-Route.
Parmi les plus beaux et les plus importants bâtiments, on peut citer :
- Wasserschloss zu Ahaus
- Burg Anholt à Isselburg-Anholt
- Kloster Bentlage à Rheine
- Schloss Buldern à Buldern (ville de Dülmen), Patrie du Toller Bomberg, connu sous le nom de Baron Gisbert von Romberg.
- Schloss Burgsteinfurt à Steinfurt
- Konzertgalerie à Bagno à Steinfurt
- Schloss Cappenberg, Höhenburg, anciennement propriété de Heinrich Friedrich Karl vom Stein, autrefois couvent avec église romane (buste de Barberousse), à Selm-Cappenberg.
- Schloss Crassenstein à Wadersloh-Diestedde
- Wasserschloss Darfeld
- Schloss Diepenbrock à Bocholt-Barlo
- Drostenhof zu Wolbeck
- Erbdrostenhof à Münster (Johann Conrad Schlaun)
- Schloss Ermelinghof à Bockum-Hövel
- Der Falkenhof, le germe du Rhin
- Burg Gemen à Borken
- Schloss Harkotten à côté de Sassenberg
- Schloss Heessen à Heessen
- Burg Hülshoff à Havixbeck
- Haus Itlingen à Ascheberg-Herbern (Johann Conrad Schlaun)
- Schloss Lembeck à côté de Dorsten-Lembeck
- Schloss Westerholt à Freckenhorst
- Schloss Loburg à Ostbevern
- Haus Marck à Tecklenburg
- Schloss Möhler vers Herzebrock
- Fürstbischöfliches Schloss à Münster (Johann Conrad Schlaun)
- Schloss Nordkirchen (Johann Conrad Schlaun)
- Historischer Ortskern Nottuln (Johann Conrad Schlaun)
- Schloss Oberwerries à Heessen
- Burg Ramsdorf, Musée à Ramsdorf
- Schloss Raesfeld, dont le constructeur était le soi-disant Wallenstein de Westphalie
- Haus Rüschhaus (Johann Conrad Schlaun)
- Schloss Sandfort à Olfen
- Haus Steinfurt à Drensteinfurt (Barockschloss)
- Burg Stromberg in Oelde-Stromberg, Höhenburg an den Ausläufern der Beckumer Berge
- Schloss Varlar à côté de Coesfeld
- Schloss Velen à Velen
- Haus Venne à Drensteinfurt-Mersch
- Burg Vischering à Lüdinghausen
- Schloss Westerwinkel à Ascheberg-Herbern
- Haus Welbergen à Ochtrup-Welbergen (de)

### Églises
Pour des raisons historiques, Münster et le Münsterland sont fortement marqués par le catholicisme. Bien que, à la suite de la guerre, de nombreux anciens bâtiments religieux aient été détruits et remplacés par de nouvelles constructions, la région continue d'offrir un grand nombre d'églises à l'architecture importante.
Les églises les plus intéressantes à Münster et dans le Münsterland sont les suivantes :
| Image                                         | Église                                 | Lieu                   | Description |
| --------------------------------------------- | -------------------------------------- | ---------------------- | --- |
| Westportal des St.-Paulus-Doms                | Cathédrale Saint-Paul (St.-Paulus-Dom) | Münster                | La cathédrale Saint-Paul est l'édifice religieux le plus important de Münster (Westphalie) et l'un des symboles de la ville. Depuis la fondation de l'évêché par Saint Liudger en 805, c'est ici que se trouve le centre du diocèse de Münster. |
| Clemenskirche in Münster                      | Clemenskirche (de)                     | Münster                | Église baroque à coupole d'après les plans de Johann Conrad Schlaun. |
| Lambertikirche vom Prinzipalmarkt aus gesehen | St. Lamberti                           | Münster                | Eglise-halle de style gothique tardif datant de 1375. Des paniers des "anabaptistes" sont fixés à la tour. |
| St.-Mauritz-Kirche                            | St. Mauritz                            | Münster                | Église de la plus importante collégiale de Münster datant de 1064. Sécularisée en 1811. |
| St. Johannes Baptist in Altenberge            | St. Johannes Baptist                   | Altenberge             | |
| zentriert                                     | St. Margareta                          | Asbeck                 | La Collégiale d'Asbeck présente clairement deux phases de construction distinctes. Les deux travées à nef unique du bâtiment long de l'édifice construit sur un plan cruciforme est la plus ancienne et date du 12e siècle. |
| St. Lambertus in Ascheberg                    | St. Lambertus                          | Ascheberg              | |
| St. Pankratius in Anholt                      | St. Pankratius                         | Anholt                 | |
| St. Ludgerus in Billerbeck                    | Église Saint-Ludgerus                  | Billerbeck             | Église de pèlerinage néogothique sur le lieu de décès de saint Liudger, premier évêque de Münster, construite sur les fondations romanes de l'édifice précédent. |
| Johanneskirche in Billerbeck                  | St.-Johannis-Kirche                    | Billerbeck             | |
| St. Georg in Bocholt                          | St.-Georg-Kirche                       | Bocholt                | Construction de halle de style gothique tardif |
| St. Remigius                                  | St. Remigius                           | Borken                 | Église de la Providence |
| St. Marien                                    | Église Sainte Marie                    | Borken-Burlo           | Sainte-Marie est l'église de l'abbaye de Mariengarden à Burlo. |
| Marktplatz mit Lambertikirche                 | St. Lamberti                           | Coesfeld               | Importance particulière en raison de la Croix de Coesfeld. |
| St. Jakobi Coesfeld                           | St. Jakobi                             | Coesfeld               | L'ancienne église, totalement détruite en 1945, était au Moyen-Âge le point de départ des pèlerins sur le Chemin de Saint-Jacques vers Saint-Jacques-de-Compostelle. |
| St. Georg in Ameke                            | St. Georg                              | Drensteinfurt-Ameke    | |
| Pfarrkirche St. Regina im Ortszentrum         | St. Regina                             | Drensteinfurt          | Église classique avec un rare plafond à caissons. |
| Heilig-Kreuz-Kirche in Dülmen                 | Heilig-Kreuz-Kirche                    | Dülmen                 | Église du Saint-Sépulcre de la bienheureuse mystique Anna Katharina Emmerick. |
| St. Agatha im Epe                             | St. Agatha                             | Epe                    | |
| St. Bonifatius in Freckenhorst                | St. Bonifatius                         | Freckenhorst           | Collégiale d'un ancien couvent de dames laïques, construite au 11e siècle et complétée par la suite. |
| St. Anna in Haltern am See                    | St. Anna                               | Haltern am See         | Église et chapelle déjà mentionnées en 1378, aujourd'hui lieu de pèlerinage |
| St.-Sixtus-Kirche in Haltern am See           | St. Sixtus                             | Haltern am See         | La pièce d'équipement la plus importante de St. Sixtus est la croix de Haltern, une croix à fourche en bois de chêne avec une figure expressive du Christ, qui aurait été créée vers 1330/40 et qui est depuis des siècles le but de pèlerinages. La légende raconte qu'elle a été retrouvée un jour dans la Lippe, flottant à contre-courant.                              |
| St. Felizitas in Lüdinghausen                 | St. Felizitas                          | Lüdinghausen           | |
| Kloster Marienfeld                            | Unbefleckte Empfängnis Mariens         | Marienfeld             | L'ancienne église du monastère cistercien de Marienfeld, fondé en 1185, est la première église en briques de Westphalie. Le monastère était l'un des plus riches de Westphalie, comme en témoignent les bâtiments encore conservés dans la cour du monastère. |
| Alte Kirche in Mesum                          | Alte Kirche                            | Mesum                  | L'église, construite vers 1350, est le plus ancien bâtiment conservé de la ville de Rheine. |
| St. Anna in Neuenkirchen                      | St. Anna                               | Neuenkirchen           | L'église catholique Sainte-Anne est l'emblème de la commune de Neuenkirchen. La fondation de la paroisse a donné son nom à la localité. |
| St. Martinus in Nottuln                       | St. Martinus                           | Nottuln                | L'église paroissiale et ancienne église collégiale St. Martinus de Nottuln est considérée, avec St. Lamberti à Münster, comme la plus importante et la plus belle église-halle de style gothique tardif de Westphalie. Elle constituait le centre de l'abbaye laïque et noble de Nottuln, dissoute en 1811. L'église est placée sous le patronage de saint Martin de Tours. |
| alte Kirche St. Dionysius in Welbergen        | Alte Kirche                            | Ochtrup-Welbergen (de) | L'une des plus anciennes églises paroissiales conservées du Münsterland. Les parties les plus anciennes de l'église paroissiale St. Dionysius datent du début du 12e siècle et donc de l'époque romane. |
| St. Antonius.                                 | Basilique Saint-Antoine                | Rheine                 | Construite de 1899 à 1905 dans le style d'une cathédrale impériale romane. Avec une hauteur de 102,5 mètres, c'est le plus haut clocher du Münsterland. |
| Stadtkirche St. Dionysius in Rheine           | St. Dionysius                          | Rheine                 | L'église catholique Saint-Denis est également appelée "Stadtkirche". Il s'agit d'une église-halle de style gothique tardif datant d'environ 1400 à 1500. |
| St. Brictius in Schöppingen                   | St. Brictius                           | Schöppingen            | |
| Friedenskirche in Selm                        | Friedenskirche                         | Selm                   | Ancienne église de village avec une tour occidentale datant du 11e siècle. Entre-temps, l'église s'est dégradée pour devenir un foyer pour jeunes et un entrepôt. Elle a été restaurée et, en 1965, elle est devenue le lieu de sépulture d'un soldat inconnu. C'est ainsi que le nom de Friedenskirche (église de la paix) a été consolidé.                                |
| Hilgenbergkapelle in Stadtlohn                | Hilgenbergkapelle                      | Stadtlohn              | |
| St. Otger in Stadtlohn                        | St. Otger                              | Stadtlohn              | |
| Große Kirche in Burgsteinfurt                 | Große Kirche                           | Steinfurt              | Église romane, à l'origine catholique, avec une voûte en berceau en bois et un jubé. Aujourd'hui, elle est l'église principale de la paroisse protestante locale. |
| Nikomedes Borghorst                           | St. Nikomedes                          | Steinfurt              | |
| Hl. Kreuzkirche in Oelde-Stromberg            | Hl. Kreuz                              | Oelde-Stromberg        | |
| Marienkapelle in Telgte                       | Marienkapelle in Telgte                | Telgte                 | |
| Stiftskirche St. Felizitas in Vreden          | St. Felizitas                          | Vreden                 | La partie la plus ancienne de l'ancienne église collégiale date du 11e siècle, la construction de l'église proprement dite du 12e siècle. L'église est dédiée à Sainte Félix, dont les reliques ont été transférées à Vreden en 839. |
| St. Franziskus in Vreden-Zwillbrock           | St. Franziskus                         | Vreden-Zwillbrock      | |
| St. Christophorus                             | St. Christophorus                      | Werne                  | St. Christophorus, anciennement St. Johannes Baptist, est une église paroissiale catholique à Werne sur la Lippe, dont le chœur et la nef marquent l'image de la vieille ville de Werne. |

### Musées
On notera les musées suivants :
- Ahlen : Musée d'art d'Ahlen, Musée de la maison de l'orfèvre
- Altenberge : cave à glace historique (système de voûtes souterraines, ancienne cave à glace d'une brasserie), musée du tracteur et du trekking
- Asbeck (Münsterland) : Musée de l'abbaye
- Beckum : Musée du ciment sur l'histoire de la région de Beckum.
- Bevergern : Heimathaus, maison de la bourgeoisie agricole avec des maisons à colombages du 18e siècle étroitement accolées les unes aux autres.
- Billerbeck : Kolvenburg
- Bocholt : Musée du textile, Musée de la ville de Bocholt, Musée de l'artisanat, Musée des horloges à tour, Musée de l'école St. Georg
- Coesfeld-Lette : Musée du chemin de fer, Musée du verre et dépôt de verre
- Emsdetten : Galerie Münsterland, Musée Wannenmacher
- Gescher : Westfälisches Glockenmuseum, Musée de l'apiculture westphalienne et néerlandaise
- Greven : Sachsenhof
- Gronau : Musée du rock et de la pop
- Haltern am See : Musée romain de Westphalie
- Havixbeck : Musée du grès de Baumberg, Musée Droste, Château Hülshoff, Musée de la radiodiffusion Holtstiege
- Hörstel : DA, Kunsthaus Kloster Gravenhorst
- Ibbenbüren : Musée de la moto d'Ibbenbüren, Musée de la mine d'Ibbenbüren, Musée municipal "Haus Herold"
- Isselburg-Anholt : Musée du château d'eau d'Anholt
- Lüdinghausen : Musée du Münsterland dans le Château Vischering
- Marienfeld : Musée local de Marienfeld
- Metelen : Musée du chemin de fer du pays de Metelen
- Mettingen : Musée de l'école, Musée de la poste
- Münster : divers, voir : Musées de Münster
- Ochtrup : Musée de la poterie
- Oelde : Musée de la littérature westphalienne Haus Nottbeck, Musée Klipp-Klapp des enfants, Musée allemand de la centrifugeuse, Musée de la bière Georg Lechner.
- Ostbevern-Brock : Musée de la technique de lavage historique
- Rheine : Cloître/Château Bentlage ; Falkenhof ; Musée du conte.
- Riesenbeck : Musée de la machine agricole
- Selm : Château de Cappenberg (voir aussi Châteaux et Châteaux forts) : Musée régional d'art et d'histoire culturelle de Westphalie
- Sendenhorst : Musée des calèches
- Steinfurt : Maison du patrimoine dans l'ancienne mairie de Borghorst, Musée Heinrich Neuy-Bauhaus
- Tecklenburg : Musée de la poupée (avec exposition d'une maquette de chemin de fer installation à l'échelle N).
- Telgte : Kornbrennereimuseum, RELíGIO - Musée westphalien de la culture religieuse
- Vreden : kult Westmünsterland, anciennement Hamaland-Museum (musée du district de Borken avec la ferme-musée), Musée du découpage.
- Wadersloh : Abbaye de Liesborn
- Werne : Karl-Pollender-Stadtmuseum avec exposition d'une chasuble du 13e/14e siècle.

### Biennale de la sculpture duMünsterlandetSkulptur.Projekte
La série de cette biennale de sculpture est une initiative commune des quatre arrondissements du Münsterland Borken, Coesfeld, Steinfurt et Warendorf et du Kulturbüro Münsterland. La série a débuté en 1999 et en 2005, le district de Borken a accueilli et organisé la Biennale de la sculpture du Münsterland. Une collection des œuvres encore existantes se trouve dans le "Guide de la sculpture du Münsterland".
Les œuvres d'art exposées dans le cadre de la biennale se sont réparties dans tout le district et y sont parfois restées durablement. L'installation d'un hélicoptère en bois dans le parc municipal de Vreden, dont le pales du rotor est actionné par le moulin à eau du Hamaland-Museum situé à proximité, est particulièrement impressionnante.
La ville de Münster accueille tous les dix ans depuis 1977 l'exposition internationale de sculpture Skulptur.Projekte (de).

### Théâtre
Il y a plusieurs théâtres à Münster :
- les scènes municipales, avec une grande salle (opéra, théâtre) et une petite salle (théâtre de chambre, théâtre pour enfants et adolescents).
- le Théâtre Wolfgang Borchert (la plus ancienne scène privée du pays). Au programme, des créations, du théâtre moderne, des mises en scène originales).
- le Theater im Pumpenhaus (mises en scène changeantes, théâtre de danse de haut niveau).
- Freuynde + Gaesdte (compagnie de théâtre indépendante, principalement des pièces documentaires. Les représentations ont toujours lieu dans des lieux inhabituels, comme un bar, un parc, un arbre, etc).
- le Kleinen Bühnenboden.
- Boulevard Münster (théâtre de boulevard à gestion privée).

A Coesfeld, la fondation Ernsting du couple d'entrepreneurs Ernsting gère depuis avril 2007 le Konzert Theater Coesfeld qu'elle a construit.
A Bocholt, l'hôtel de ville abrite le théâtre municipal qui propose différents spectacles. De plus, la scène de cabaret "Pepperoni" propose des cabarets, des comédies et décerne le prix de cabaret du Land de Rhénanie du Nord-Westphalie, le "Bocholter Pepperoni".
A Ibbenbüren, la maison des citoyens, la Schauburg, l'Alte Sparkasse, la maison communale Blickpunkt ainsi que le Kulturspeicher Dörenthe sont disponibles pour différentes représentations. Outre des séries de programmes dans les domaines du théâtre, du cabaret, du cabaret, des concerts de chambre et de la culture pour enfants, des concerts de jazz, de blues et de musique du monde sont également proposés (Kulturspeicher Dörenthe).

### Scènes en plein air
Le Münsterland compte plusieurs théâtres en plein air :
- Freilichtspiele Tecklenburg (le plus grand théâtre musical en plein air d'Allemagne)
- Greven-Reckenfeld
- Freilichtbühne Billerbeck
- Oelde-Stromberg (Burgbühne)
- Werne
- Freilichtbühne Coesfeld
- Waldbühne Heessen à Heessen

## Sport

### Football
Le football jouit d'une grande popularité dans le Münsterland. Ce sport populaire, le plus important d'Allemagne, est présent dans toute la région. La figure de proue sportive de la région est le championnat d'Allemagne de football de deuxième division et le club traditionnel de Münster Preußen Münster. Le club est également membre fondateur de la Fußball-Bundesliga.
Les autres clubs notables sont Sportfreunde Lotte, FC Eintracht Rheine, SpVgg Vreden, 1. FC Gievenbeck et 1. FC Bocholt.

### Handball
Le TV Emsdetten joue dans la troisième division 3. Liga (de) masculine et a été champion de la saison Ouest en 2022/23.

### Basketball
Les WWU Baskets de l'UBC Münster (de) jouent en 2e ligue de basketball ProA (Allemagne) (de).

### Volleyball
L'USC Münster joue en 1re Bundesliga féminine.

## Paysages, réserves naturelles et monuments naturels

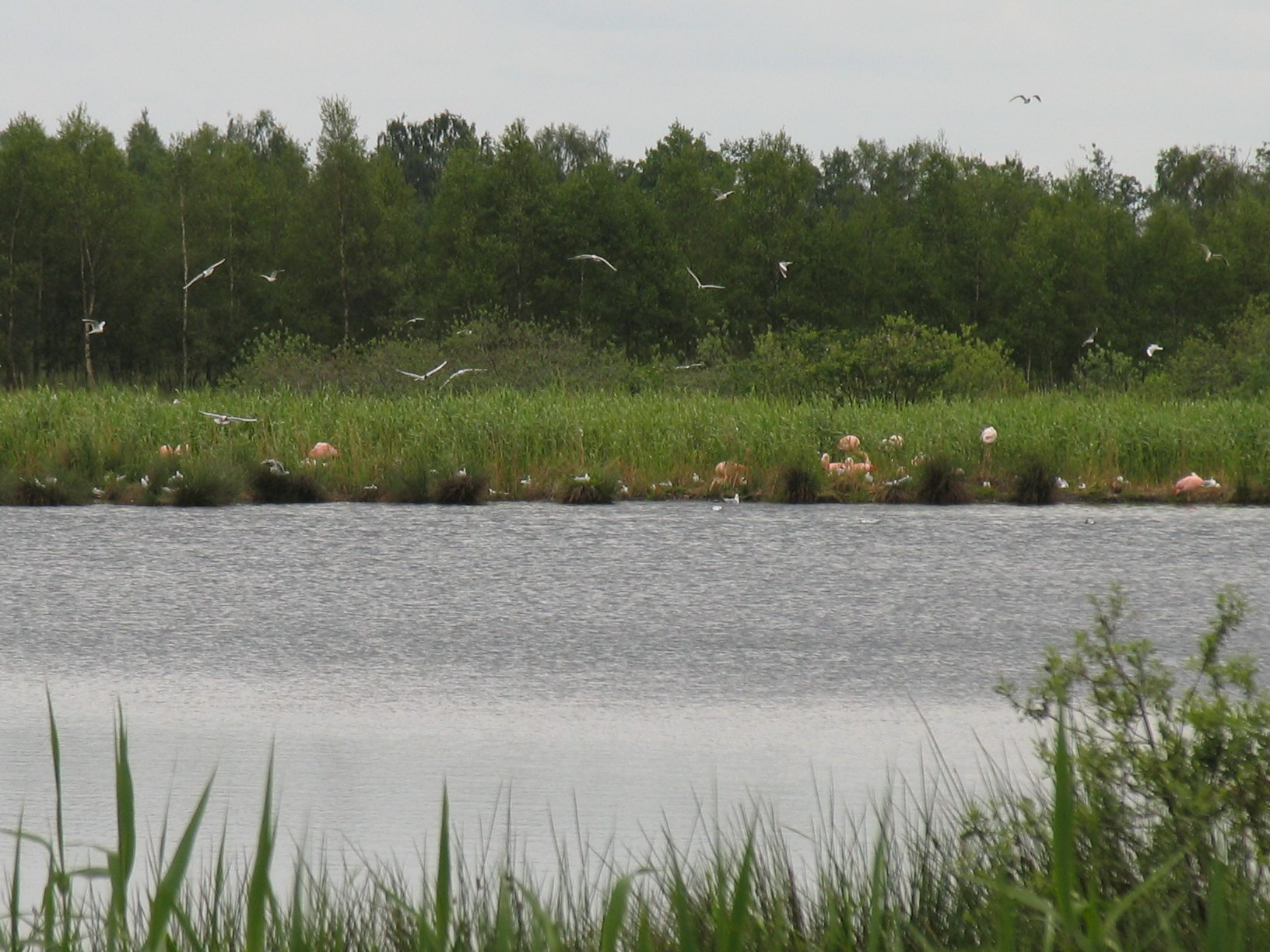
La colonie de flamants roses la plus septentrionale du monde dans les Fagnes de Zwillbrock.

Dans les espaces à caractère rural du Münsterland, on trouve plusieurs réserves naturelles et réserves ornithologiques où le caractère original du paysage est encore préservé.
- Emsaue - rivière de sable entre Beelen et Rheine.
- Baumberge - paysage de crêtes et de plateaux entre Coesfeld et Havixbeck.
- Train de sables graveleux du ''Münsterland'' (de) - relief glaciaire entre Ennigerloh, Münster et Salzbergen.
- Champs de ruissellement de Münster (de) - à la périphérie nord de Münster entre Ems et Münsterscher Aa
- Fagnes de Zwillbrock (de) - à la jonction avec les Pays-Bas
- Amtsvenn (de) - à la frontière avec les Pays-Bas
- Burlo-Vardingholter Venn et Entenschlatt (fagnes) (de) - zone marécageuse à la frontière avec les Pays-Bas, située entre les villes de Borken, Rhede et Winterswijk.
- Fürstenkuhle (de) et Kuhlenvenn (de), zone de tourbières et de prairies humides près de Gescher-Hochmoor (de).
- Parc naturel de Hohe Mark-Westmünsterland (de) - dans le sud-ouest du Münsterland, à la jonction de la Ruhr et du Rhin inférieur.
- Davert (de) - vaste zone forestière au sud de Münster.
- Femeiche - Chêne pédonculé de plus de 1000 ans à Erle (de)
- Monument naturel de Dörenther Klippen (de) avec le rocher légendaire "Hockendes Weib" (femme accroupie) à Ibbenbüren.
- Olfen - La plaine alluviale de la Stever. Un paysage fluvial renaturé avec des Koniks et des aurochs de Heck.

## Personnalités liées auMünsterland(sélection)
- Götz Alsmann
- Georg Bednorz
- Ludger Beerbaum
- Heinrich Brüning
- Annette von Droste-Hülshoff
- Marcus Ehning
- Christoph Bernhard von Galen
- Clemens August Graf von Galen
- Linus Gerdemann
- Felix „Fiffi“ Gerritzen
- Guido Maria Kretschmer
- Karl-Josef Laumann
- Udo Lindenberg
- Famille d'architectes Lipper : Clemens Lipper, Wilhelm Ferdinand Lipper
- Bernhard von Mallinckrodt
- Ambrosius von Oelde
- Johannes Oerding
- Thomas Oppermann
- Famille d'architectes Pictorius
- Franka Potente
- Johann Christoph Rincklake
- Johann Conrad Schlaun
- Schürmann Architekten (Münster)
- Bernhard Sökeland
- Jens Spahn
- Paul Spiegel
- Anton Matthias Sprickmann
- Rita Süssmuth
- Karl Wagenfeld
- Fabian Wegmann
- Augustin Wibbelt
- Josef Winckler
- Mickie Krause
- Reinhard Lettmann
- Titus Dittmann

## Münsterland e. V.
L'association Münsterland e. V., dont le siège est à Greven, a été créée dans l'arrondissement de Steinfurt et a été fondée dans le but de promouvoir l'image du Münsterland et de ses environs. Les membres sont en principe les quatre arrondissements de Münsterland et la ville de Münster. Cependant, toutes les autres villes et communes limitrophes du Münsterland peuvent également devenir membres de l'association. Ainsi, par exemple, la ville de Bad Bentheim en Basse-Saxe, située en dehors du Münsterland, est membre en tant que ville limitrophe. Le logo officiel de Münsterland e. V. est donc également utilisé comme support publicitaire au-delà du Münsterland et ne permet pas de conclure directement à la région. Dernièrement, Münsterland e. V. a fait l'objet de critiques au sein du conseil municipal de Münster en raison de ses frais administratifs jugés élevés.